# Hyloscirtus
Hyloscirtus – rodzaj płazów bezogonowych z podrodziny Hylinae w rodzinie rzekotkowatych (Hylidae).

## Zasięg występowania
Rodzaj obejmuje gatunki występujące od wilgotnych lasów środkowej Kostaryki do wschodnich i zachodnich zboczy Andów w Kolumbii i Ekwadorze, w dolinach międzygórskich i na zboczach zachodnich Andów oraz w dorzeczu Amazonki w Wenezueli, Kolumbii, Ekwadorze, Peru i Boliwii.

## Systematyka

### Etymologia
- Hylonomus: rodzaj Hyla Laurenti, 1768; νομος nomos „mieszkanie, rezydencja”[3]. Nazwa zajęta przez Hylonomus Dawson, 1860 (Amphibia).
- Hyloscirtus: rodzaj Hyla Laurenti, 1768; σκιρταω skirtaō „skakać”[2]. Nazwa zastępcza dla Hylonomus Peters, 1882.
- Colomascirtus: Luis A. Coloma, ekwadorski herpetolog; gr. σκιρταω skirtaō „skakać”[4].

### Podział systematyczny
Rojas-Runjaic i współpracownicy w 2018 roku uznali rodzaj Colomascirtus za młodszy synonim rodzaju Hyloscirtus i przenieśli do tego ostatniego rodzaju gatunki zaliczane we wcześniejszych publikacjach do rodzaju Colomascirtus.
Do rodzaju należą następujące gatunki:

- Hyloscirtus albopunctulatus (Boulenger, 1882)
- Hyloscirtus alytolylax (Duellman, 1972)
- Hyloscirtus antioquia Rivera-Correa & Faivovich, 2013
- Hyloscirtus armatus (Boulenger, 1902)
- Hyloscirtus bogotensis Peters, 1882
- Hyloscirtus callipeza (Duellman, 1989)
- Hyloscirtus caucanus (Ardila-Robayo, Ruiz-Carranza & Roa-Trujillo, 1993)
- Hyloscirtus charazani (Vellard, 1970)
- Hyloscirtus chlorosteus (Reynolds & Foster, 1992)
- Hyloscirtus colymba (Dunn, 1931)
- Hyloscirtus condor Almendáriz, Brito-M., Batallas-R. & Ron, 2014
- Hyloscirtus conscientia Yánez-Muñoz, Reyes-Puig, Batallas-R., Broaddus, Urgilés-Merchán, Cisneros-Heredia & Guayasamin, 2021
- Hyloscirtus criptico Coloma, Carvajal-Endara, Dueñas, Paredes-Recalde, Morales-Mite, Almeida-Reinoso, Tapia, Hutter, Toral-Contreras & Guayasamin, 2012
- Hyloscirtus denticulentus (Duellman, 1972)
- Hyloscirtus diabolus Rivera-Correa, García-Burneo & Grant, 2016
- Hyloscirtus hillisi Ron, Caminer, Varela-Jaramillo & Almeida-Reinoso, 2018
- Hyloscirtus jahni (Rivero, 1961)
- Hyloscirtus japreria Rojas-Runjaic, Infante-Rivero, Salerno & Meza-Joya, 2018
- Hyloscirtus larinopygion (Duellman, 1973)
- Hyloscirtus lascinius (Rivero, 1970)
- Hyloscirtus lindae (Duellman & Altig, 1978)
- Hyloscirtus lynchi (Ruiz-Carranza & Ardila-Robayo, 1991)
- Hyloscirtus mashpi Guayasamin, Rivera-Correa, Arteaga-Navarro, Culebras, Bustamante, Pyron, Peñafiel, Morochz & Hutter, 2015
- Hyloscirtus pacha (Duellman & Hillis, 1990)
- Hyloscirtus palmeri (Boulenger, 1908)
- Hyloscirtus pantostictus (Duellman & Berger, 1982)
- Hyloscirtus phyllognathus (Melin, 1941)
- Hyloscirtus piceigularis (Ruiz-Carranza & Lynch, 1982)
- Hyloscirtus platydactylus (Boulenger, 1905)
- Hyloscirtus princecharlesi Coloma, Carvajal-Endara, Dueñas, Paredes-Recalde, Morales-Mite, Almeida-Reinoso, Tapia, Hutter, Toral-Contreras & Guayasamin, 2012
- Hyloscirtus psarolaimus (Duellman & Hillis, 1990)
- Hyloscirtus ptychodactylus (Duellman & Hillis, 1990)
- Hyloscirtus sarampiona (Ruiz-Carranza & Lynch, 1982)
- Hyloscirtus sethmacfarlanei Reyes-Puig, Recalde, Recalde, Koch, Guayasamin, Cisneros-Heredia, Jost & Yánez-Muñoz, 2022
- Hyloscirtus simmonsi (Duellman, 1989)
- Hyloscirtus staufferorum (Duellman & Coloma, 1993)
- Hyloscirtus tapichalaca (Kizirian, Coloma & Paredes-Recalde, 2003)
- Hyloscirtus tigrinus Mueses-Cisneros & Anganoy-Criollo, 2008
- Hyloscirtus tolkieni Sánchez-Nivicela, Falcón-Reibán & Cisneros-Heredia, 2023
- Hyloscirtus torrenticola (Duellman & Altig, 1978)